# Novinský potok
Novinský potok je drobný horský potok, pravostranným přítok Rychnovský potok ve Slavkovském lese a Sokolovské pánvi v okrese Sokolov v Karlovarském kraji. Délka toku měří 1 km.

## Průběh toku
Potok pramení ve Slavkovském lese v nadmořské výšce okolo 695 metrů na jižním svahu vrchu Pařez (701 m), severně od Lobzů. Celý tok si udržuje přibližně severozápadní směr. Protéká Novinou, částí města Sokolov. Po opuštění Noviny, kde protéká několika drobnými rybníčky, pokračuje hlubokým údolím, kde v prudkém svahu vytváří několik menších kaskád. Severním směrem teče k dálnici D6. Ještě než doteče k dálnici, opouští oblast Slavkovského lesa a několik posledních metrů teče v Sokolovské pánvi, kde se zprava vlévá do Rychnovského potoka.